# Château de Mont-Orgueil
Le château de Mont Orgueil, en jersiais, on l'appelle « lé Vièr Châté », est un ancien château fort, du XIIIe siècle, qui se dresse sur la paroisse de Saint-Martin, au bailliage de Jersey, dépendances de la Couronne britannique.

## Localisation
Le château est situé dans l'île Anglo-Normandes de Jersey à l'extrémité sud-est de la paroisse de Saint-Martin, dans le village de Gouray dont il domine le port qu'il contrôle, surplombant la large baie de Grouville.

## Historique

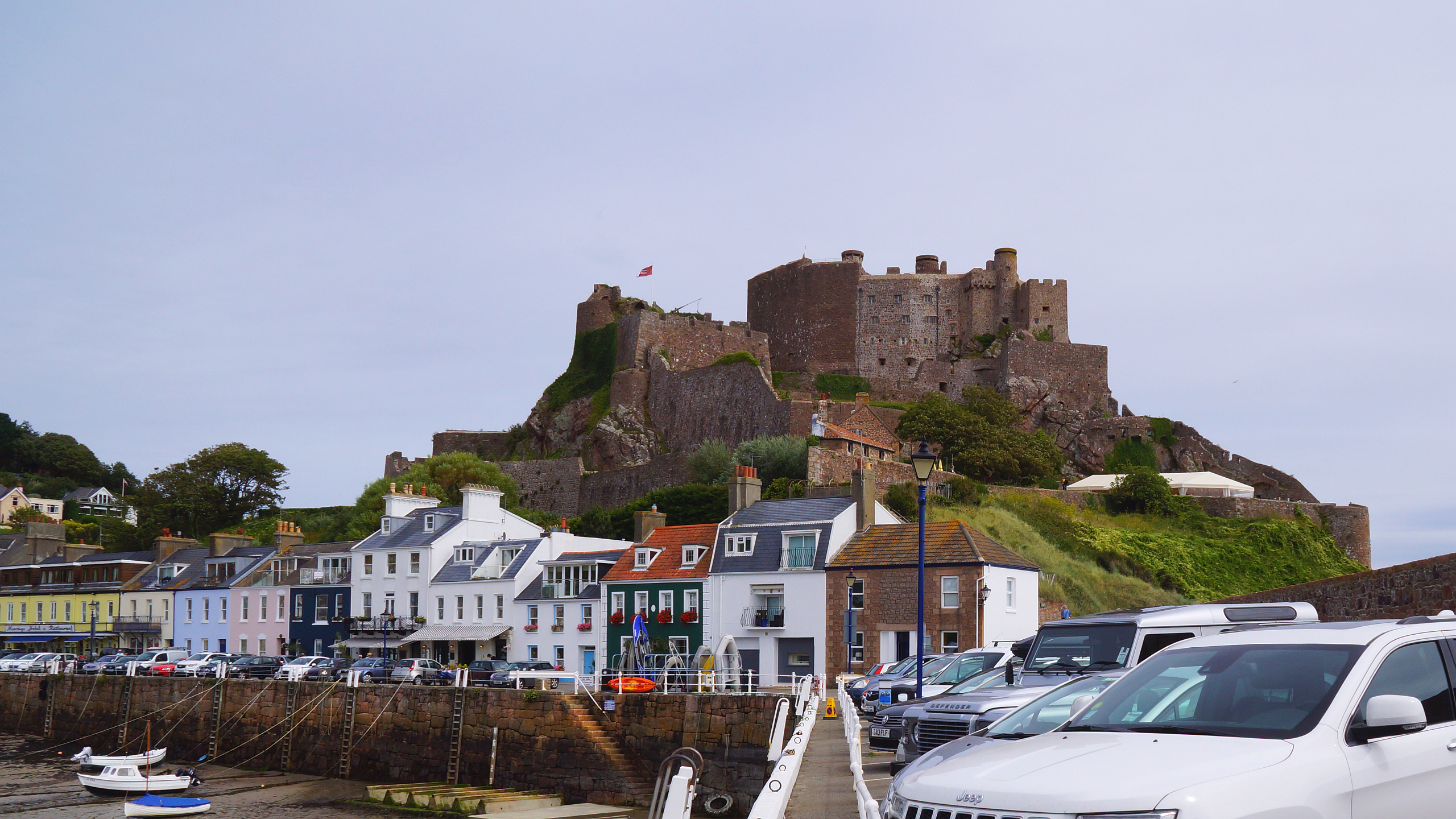
Château du Mont Orgueil avec vue sur le quai du port.

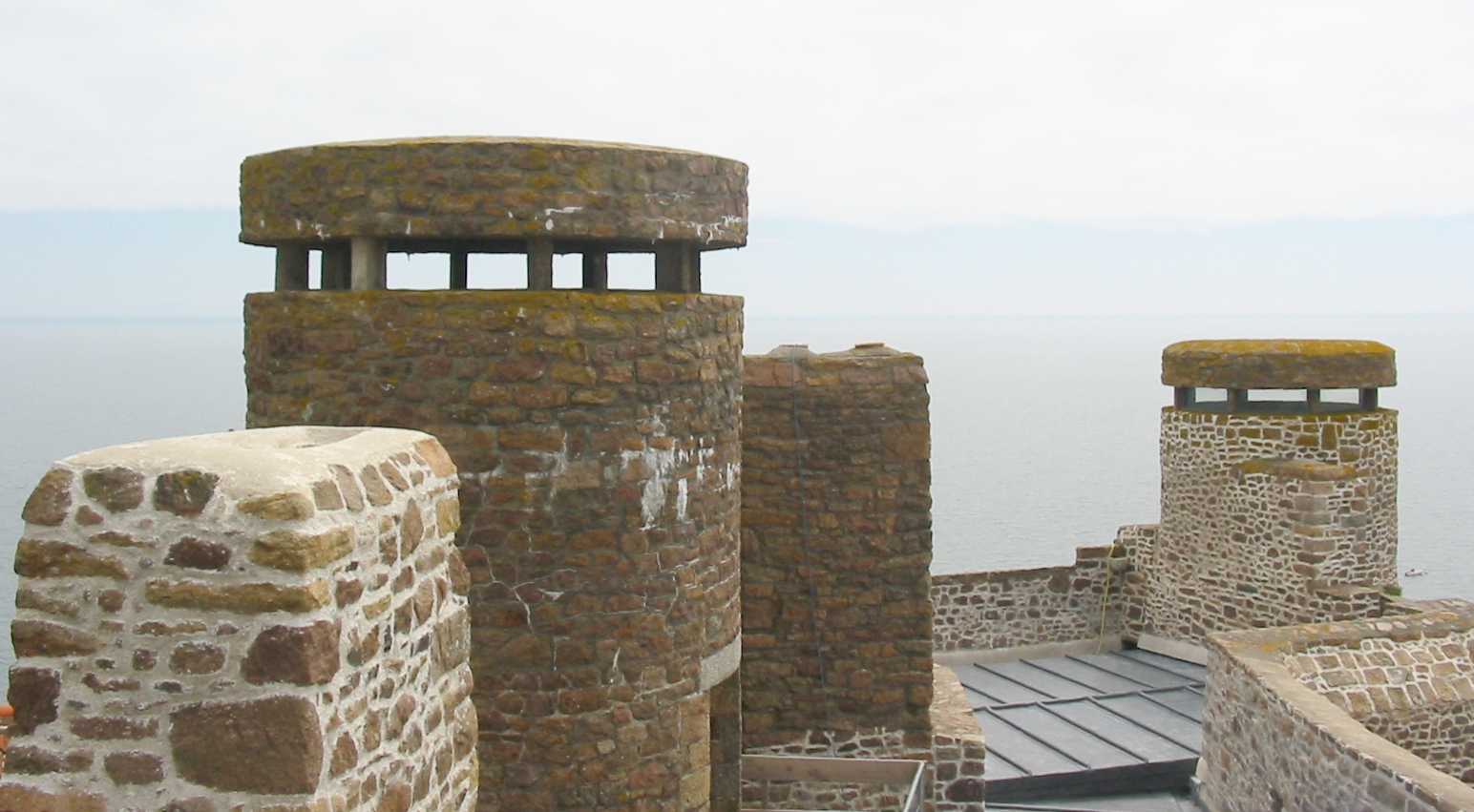
Fortifications réalisées par les Allemands durant leur occupation de l'île.

Le site était déjà fortifié à l’époque préhistorique mais le château a été construit au XIIIe siècle comme moyen de défense de l’île. Il subsiste quelques vestiges antérieurs au XIIe siècle (chapelle Sainte-Marie et chapelle Saint-Georges), et un mur gaulois de l'âge du fer a été dégagé dans la cour intermédiaire.
Le château fut édifié, à la demande de Jean sans Terre, par Pierre de Préaux et Renaud III de Carteret, afin de renforcer les défenses des îles Anglo-Normandes à la suite de la perte de la Normandie en 1204.
Le château est reconstruit au XIVe siècle. On dresse un certain nombre de défenses tout en conservant les deux chapelles. On construit le bastion à mâchicoulis qui domine la cour inférieure ; de 1328 à 1330, Jean des Roches bâti, au nord-est, la tour de Rochefort. Le 26 mars 1338, le château eut à soutenir un siège de six mois par les français commandés par l'amiral Nicolas Béhuchet, après que ceux-ci aient ravagé l'île de Jersey. Lors du siège, Drew de Barentin, gouverneur du château fut tué et remplacé par Renaud V de Carteret qui se trouvait dans la place. Le château ayant résisté. En 1339, c'est Robert Bertrand, sire de Bricquebec, et Nicolas Hélie, vice-amiral de France, qui mettent le siège devant le château qui défendue par Walter de Weston refusera de se rendre ; les franco-normands ayant échoué rembarquent. Même chose en 1373 quand Du Guesclin assiège la place en vain, tout comme en 1380, 1403, 1406 et 1454, où la forteresse eu à soutenir des sièges qui se soldèrent par des échecs.
Après la guerre de Cent Ans, survient la guerre des Deux-Roses. Sir Richard Harliston, partisan des York, assiège et s'empare du château, et en 1470 érige la grosse tour qui porte son nom à l'entrée de la forteresse. Une fois Harliston vaincu, la place devient un château royal.
Pendant trois siècles, il est considéré comme invulnérable du fait qu'il soit entouré par la mer sur trois côtés. Mais l'utilisation de la poudre à canon amoindrit son rôle au profit du château Elizabeth au large de Saint-Hélier construit au XVIIe siècle. Le gouverneur de l’époque, Walter Raleigh, arguant qu’il pourrait servir de seconde ligne de défense, s’opposa à sa destruction ; les pierres étant en effet censées servir à l’édification du château Elisabeth. Il est toutefois considérablement modifié et renforcé, altérant sa silhouette médiévale avec la construction de remparts bastionnés.
Le château de Mont Orgueil servit de prison jusqu’à la construction de la prison de Saint-Hélier.
À partir de 1730, des réparations furent entreprises et permirent d’y loger des garnisons. Jusqu’à la moitié du XIXe siècle, il était ouvert au public le lundi de Pâques, survivance de la tradition de se rendre à la chapelle Saint-Georges à l’intérieur du château.
Durant la Seconde Guerre mondiale, l’armée d’occupation allemande y installa des fortifications supplémentaires camouflées en s’harmonisant avec l’architecture existante.
Administré comme musée depuis 1929, il appartient au Jersey Heritage Trust depuis 1994. Le récent projet de restauration de 3 millions de £ est au cœur d’une polémique[citation nécessaire].

## Description
Au XIVe siècle la forteresse de Mont-Orgueil se composait alors d'un château massif dominant une première enceinte et la cour intermédiaire abritant la chapelle Saint-Georges. Le corps de garde qui ouvre sur cette enceinte est précédé de la tour Saint-Georges qui prend en enfilade la rampe d'accès, face au bastion à mâchicoulis. Cet ensemble est précédé par une enceinte basse, ou basse-cour.